# ATP World Tour Finals 2013
La ATP World Tour Finals Londres 2013 es la XLIV.ª edición de la ATP World Tour Finals. Se celebró en Londres (Reino Unido) entre el 4 de noviembre y el 10 de noviembre de 2013.
El ATP World Tour Finals (también conocido como el Barclays ATP World Tour Finals por razones de patrocinio) es un torneo profesional de tenis, jugado en canchas duras bajo techo, y se celebra cada año en noviembre en el O2 Arena de Londres, Reino Unido. Las Finales ATP World Tour son los campeonatos que terminan la temporada de la Asociación de Tenistas Profesionales (ATP), con los ocho mejores jugadores de individuales y equipos de dobles de la ATP Rankings. Los actuales campeones(2012) son Novak Djokovic en individuales, y Marcel Granollers y Marc López en dobles.
A diferencia de la mayoría de los otros eventos en el circuito masculino, el ATP World Tour Finals no es un simple torneo de eliminación directa. Ocho jugadores se dividen en dos grupos de cuatro, y juegan todos contra todos. A partir de ahí, los dos jugadores con los mejores registros en cada grupo avanza a las semifinales, con la reunión de los ganadores en la final para determinar el campeón. Los ganadores se otorgan hasta 1500 puntos para el Ranking.

## Clasificación
Los ocho mejores jugadores (o parejas) con mayor acumulación de puntos en los torneos Grand Slam, ATP World Tour y la Copa Davis, durante el año clasifican para las Finales Barclays ATP World Tour 2013. Los Puntos contables incluyen los puntos ganados en el 2013, además de los puntos obtenidos en la final de Copa Davis 2012 y los torneos Challengers de la temporada 2012 disputados posteriormente a las Finales Barclays ATP World Tour 2012.
Un jugador que está fuera de competición durante 30 o más días, debido a una lesión verificada, no se penaliza. El ATP World Tour Finals 2013 cuenta como un torneo adicional para el ranking de sus ocho clasificatorios en el final de la temporada, mientras que los puntos de final de Copa Davis cuentan para la carrera del próximo año.

### Individuales
| #    | Jugador               | Puntos | Torneos | Fecha clasificación |
| ---- | --------------------- | ------ | ------- | ------------------- |
| 1    | Rafael Nadal          | 11,760 | 16      | 10 de junio         |
| 2    | Novak Djokovic        | 9,700  | 15      | 19 de agosto        |
| Baja | Andy Murray           | 5,805  | 13      | 10 de septiembre    |
| 3    | David Ferrer          | 5,290  | 22      | 7 de octubre        |
| 4    | Juan Martín del Potro | 4,965  | 16      | 12 de octubre       |
| 5    | Tomáš Berdych         | 3,890  | 21      | 23 de octubre       |
| 6    | Roger Federer         | 3,535  | 15      | 30 de octubre       |
| 7    | Stanislas Wawrinka    | 3,330  | 24      | 31 de octubre       |
| 8    | Richard Gasquet       | 3,210  | 24      | 31 de octubre       |
| 9    | Jo-Wilfried Tsonga    | 3,100  | 20      | 31 de octubre       |
| 10   | Milos Raonic          | 2,860  | 24      | 31 de octubre       |

| Jugadores clasificados |
| Jugadores suplentes    |

### Dobles
| #  | Jugadores                              | Puntos | Torneos | Fecha clasificación |
| -- | -------------------------------------- | ------ | ------- | ------------------- |
| 1  | Bob Bryan Mike Bryan                   | 14,365 | 19      | 10 de junio         |
| 2  | Alexander Peya Bruno Soares            | 7,240  | 21      | 10 de septiembre    |
| 3  | Ivan Dodig Marcelo Melo                | 4,045  | 17      | 21 de octubre       |
| 4  | Marcel Granollers Marc López           | 3,710  | 21      | 21 de octubre       |
| 5  | Aisam-ul-Haq Qureshi Jean-Julien Rojer | 3,305  | 27      | 31 de octubre       |
| 6  | David Marrero Fernando Verdasco        | 3,280  | 20      | 31 de octubre       |
| 7  | Leander Paes Radek Štěpánek            | 2,990  | 7       | 10 de septiembre    |
| 8  | Mariusz Fyrstenberg Marcin Matkowski   | 2,955  | 15      | 2 de noviembre      |
| 9  | Max Mirnyi Horia Tecau                 | 2.875  | 21      | 2 de noviembre      |
| 10 | Jamie Murray John Peers                | 2.490  | 25      | 2 de noviembre      |

| Jugadores clasificados |
| Jugadores suplentes    |

## Finales

### Individuales
| Fecha      | Partido      | Partido | Partido        | Resultado |
| ---------- | ------------ | ------- | -------------- | --------- |
| 11.11.2013 | Rafael Nadal | 0-2     | Novak Djokovic | 3-6, 4-6  |

### Dobles
| Fecha      | Partido                           | Partido | Partido                | Resultado      |
| ---------- | --------------------------------- | ------- | ---------------------- | -------------- |
| 11.11.2013 | David Marrero / Fernando Verdasco | 2-1     | Bob Bryan / Mike Bryan | 7-5, 6-7, 10-7 |